# امامزاده عبدالله (هندیجان)
شاهزاده عبدالله (هندیجان)، معروف به شاه عبدالله روستایی از توابع بخش مرکزی شهرستان هندیجان در استان خوزستان ایران است.

## جمعیت
این روستا در دهستان هندیجان شرقی قرار دارد و براساس سرشماری مرکز آمار ایران در سال ۱۳۸۵، جمعیت آن ۷۰۸ نفر (۱۵۱خانوار) بوده‌است.